# استاکتون هیث
استاکتون هیث (به انگلیسی: Stockton Heath) یک روستا و محله مدنی در بریتانیا است که در وارینگتون واقع شده‌است. استاکتون هیث ۶٬۳۹۶ نفر جمعیت دارد.